# Danh sách súng bắn tỉa
Súng bắn tỉa là loại súng trường có sát thương cao, thường được sử dụng để tác chiến tầm xa. Nó thường có độ chính xác cao hơn bất  kỳ loại súng cầm tay nào khác. Súng bắn tỉa thường đi kèm với một kính ngắm quang học và chân chống chữ V. Nó thường sử dụng các cơ chế, chế độ bắn như nạp đạn không tự động, bán tự động hay tự động.
Đây là danh sách những súng bắn tỉa được chế tạo và sử dụng trên khắp thế giới. Trang này bao gồm các loại súng trường bắn tỉa, súng bắn tỉa bán tự động, súng trường thiện xạ và súng bắn tỉa công phá.
| Tên                                                      | Nhà sản xuất | Hình                                  | Loại đạn | Quốc gia             | Năm              |
| -------------------------------------------------------- | --- | ------------------------------------- | --- | -------------------- | ---------------- |
| 7.62 Tkiv 85                                             | Valmet |                                       | 7.62×53mmR | Phần Lan             | 1984             |
| Accuracy International AWM                               | Accuracy International | Tập tin:Accuracy International AW.png | 7.62×51mm NATO .308 Magnum                                                                                                | Anh Quốc             | 1982             |
| Accuracy International AS50                              | Accuracy International | Tập tin:Ai as50.png                   | .50 BMG | Anh Quốc             | 2007             |
| Accuracy International AW50                              | Accuracy International |                                       | .50 BMG | Anh Quốc             | 2000             |
| Accuracy International L115A3                            | Accuracy International |                                       | .308 Magnum .338 Lapua Magnum                                                                                             | Anh Quốc             | 1996             |
| AWC G2                                                   | AWC Systems Technology |                                       | 7.62×51mm NATO | Hoa Kỳ               | Những năm 1990   |
| Súng bắn tỉa Alejandro                                   | Union de Industrias Militares                                                                                                | Tập tin:Alejandro.png                 | 7.62×54mmR | Cuba                 | 2002             |
| AMR-2                                                    | China South Industries Group                                                                                                 |                                       | 12.7×108mm | Trung Quốc           | Khoảng năm 2000  |
| Armalite AR-50                                           | ArmaLite |                                       | .50 BMG .416 Barrett | Hoa Kỳ               | 1997             |
| Barrett M82                                              | Barrett Firearms Company | Tập tin:M82A1 barrett.jpeg            | .50 BMG .416 Barrett | Hoa Kỳ               | 1980             |
| Barrett M90                                              | Barrett Firearms Company |                                       | .50 BMG | Hoa Kỳ               | 1990             |
| Barrett M95                                              | Barrett Firearms Company |                                       | .50 BMG | Hoa Kỳ               | 1995             |
| Barrett M98B                                             | Barrett Firearms Company |                                       | .338 Lapua Magnum | Hoa Kỳ               | 1997             |
| Barrett M99                                              | Barrett Firearms Company |                                       | .50 BMG .416 Barrett | Hoa Kỳ               | 1999             |
| Barrett MRAD                                             | Barrett Firearms Company |                                       | .308 Winchester, .300 Winchester Magnum, .338 Lapua Magnum                                                                | Hoa Kỳ               | 2009             |
| Barrett XM109                                            | Barrett Firearms Company |                                       | 25×59mm | Hoa Kỳ               | 2004             |
| Barrett XM500                                            | Barrett Firearms Manufacturing                                                                                               | Tập tin:Barrett XM500.jpg             | .50 BMG | Hoa Kỳ               | 2006             |
| Blaser R93                                               | Blaser |                                       | | Đức                  | 1993             |
| Blaser 93 Tactical                                       | Blaser |                                       | 7.62×51mm NATO .300 Winchester Magnum .338 Lapua Magnum 6.5×55mm                                                          | Đức                  | 1993             |
| Súng trường Bor                                          | OBR SM Tarnów |                                       | 7.62×51mm NATO | Ba Lan               | 2005             |
| IST-12.7 Mubariz                                         | Azerbaijan Defense Industry                                                                                                  |                                       | 12.7×108mm | Azerbaijan           | 2013             |
| Yirtiji 7.62                                             | Azerbaijan Defense Industry                                                                                                  |                                       | 7.62x54mm | Azerbaijan           | 2010             |
| Brügger & Thomet APR308                                  | Brügger & Thomet |                                       | 7.62×51mm NATO .308 Winchester                                                                                            | Thụy Sĩ              | 2003             |
| C14 Timberwolf                                           | PGW Defence Technologies Inc.                                                                                                |                                       | .338 Lapua Magnum | Canada               | 2001             |
| CheyTac Intervention                                     | CheyTac LLC |                                       | .408 Chey Tac .375 Chey Tac                                                                                               | Hoa Kỳ               | 2001             |
| Crazy Horse                                              | Smith Enterprise Inc. |                                       | 7.62×51mm NATO | Hoa Kỳ               | 2003             |
| CZ 700                                                   | Česká zbrojovka Uherský Brod                                                                                                 |                                       | 7.62×51mm NATO | Cộng hòa Séc         | 2001             |
| Denel NTW-20                                             | Denel Land Systems |                                       | 20 mm caliber | Nam Phi              | 1995             |
| Desert Tactical Arms Stealth Recon Scout                 | Desert Tactical Arms |                                       | .243 Winchester 7.62×51mm NATO .300 Winchester Magnum .338 Lapua Magnum                                                   | Hoa Kỳ               | 2008             |
| Dragunov SVD                                             | Izhmash |                                       | 7.62×54mmR | Liên Xô              | 1958             |
| Dragunov SVU                                             | KBP Instrument Design Bureau                                                                                                 |                                       | 7.62×54mmR | Nga                  | 1994             |
| DSR-Precision GmbH DSR-1                                 | DSR-precision GmbH |                                       | .308 Winchester .300 Winchester Magnum .338 Lapua Magnum                                                                  | Đức                  | 2000             |
| EDM Arms Windrunner                                      | EDM Arms |                                       | .50 BMG | Hoa Kỳ               | Khoảng năm 2003. |
| Falcon                                                   | Zbrojovka Vsetín Inc. |                                       | 12.7×108mm .50 BMG | Cộng hòa Séc         | 1998             |
| FN Ballista                                              | Fabrique Nationale d'Herstal                                                                                                 | Tập tin:FN Ballista.png               | .300 Winchester Magnum .308 Winchester .338 Lapua Magnum                                                                  | Bỉ                   | 2013             |
| FN FNAR                                                  | Fabrique Nationale d'Herstal                                                                                                 |                                       | 7.62×51mm NATO | Hoa Kỳ               | 2008             |
| FN Model 30-11                                           | Fabrique Nationale d'Herstal                                                                                                 |                                       | 7.62×51mm NATO | Bỉ                   | 1976             |
| FN Special Police Rifle                                  | Fabrique Nationale d'Herstal                                                                                                 |                                       | 7.62×51mm NATO .300 Winchester Short Magnum                                                                               | Bỉ                   | 2004             |
| FN Tactical Sport Rifle                                  | Fabrique Nationale de Herstal                                                                                                |                                       | 7.62×51mm NATO .308 Winchester .300 Winchester Short Magnum .223 Remington                                                | Bỉ · Hoa Kỳ          | 2009             |
| FR-F1                                                    | Manufacture d'armes de Saint-Étienne                                                                                         |                                       | 7.5×54mm French 7.62×51mm NATO                                                                                            | Pháp                 | 1966             |
| FR-F2                                                    | Nexter |                                       | 7.62×51mm NATO | Pháp                 | 1984             |
| GOL Sniper Magnum                                        | Gol-Matic GmbH |                                       | 7.62×51mm NATO .300 Winchester Magnum .338 Lapua Magnum                                                                   | Đức                  |                  |
| Gepárd                                                   | István Fellegi (Miskolc H) & Bátori Épszolg. Kft (Nyírbátor H)                                                               |                                       | 12.7×108mm .50 BMG 14.5×114mm (M3)                                                                                        | Hungary              | 1990             |
| H-S Precision Pro Series 2000 HTR IDF Barak              | H-S Precision |                                       | 338 Lapua Magnum | Hoa Kỳ · Israel      | 2000             |
| Harris Gun Works M-96                                    | Harris Gun Works |                                       | .50 BMG | Hoa Kỳ               |                  |
| Haskins Rifle                                            | |                                       | 8.58×71mm 7.62×51mm NATO .50 BMG                                                                                          | Hoa Kỳ               | 1981             |
| Heckler & Koch HK417                                     | Heckler & Koch |                                       | 7.62×51mm NATO | Đức                  | 2005             |
| Heckler & Koch PSG1                                      | Heckler & Koch |                                       | 7.62×51mm NATO | Đức                  | 1970             |
| Howa M1500                                               | Howa |                                       | .22-250 Remington .223 Remington .204 Ruger 6.5×55mm .300 Winchester Magnum .308 Winchester .30-06 Springfield .375 Ruger | Nhật Bản             |                  |
| Istiglal Anti-Material Rifle                             | Azerbaijani Defense Industry                                                                                                 | Tập tin:Istiglal.jpg                  | 12.7×108mm 14.5×114mm | Azerbaijan           | 2008             |
| JS 7.62                                                  | China South Industries Group                                                                                                 |                                       | 7.62×54mmR | Trung Quốc           | 2005             |
| Kalekalıp KNT-308                                        | MKEK |                                       | 7.62 mm caliber | Thổ Nhĩ Kỳ           | 2008             |
| Karabiner 98k                                            | Mauser |                                       | 7.92x57mm Mauser | Đức                  | 1935             |
| Kefefs                                                   | Elliniki Viomichania Oplon                                                                                                   |                                       | 7.62×51mm NATO | Hy Lạp               | 1995             |
| KSVK 12.7                                                | Degtyarev plant |                                       | 12.7×108mm | Nga                  | 1997             |
| L42A1                                                    | RSAF Enfield |                                       | 7.62×51mm NATO | Anh Quốc             | 1970             |
| Lobaev                                                   | Tsar-Cannon Ltd |                                       | | Nga                  |                  |
| Longbow T-76                                             | Dakota Arms |                                       | .338 Lapua Magnum | Hoa Kỳ               | 1997             |
| M14                                                      | Springfield Armory Winchester Repeating Arms Company Harrington & Richardson TRW Inc.                                        |                                       | 7.62×51mm NATO | Hoa Kỳ               | 1954             |
| Mk 14 EBR                                                | Naval Surface Warfare Center Crane Division Smith Enterprise Inc.(cung cấp phụ tùng) Sage International (cung cấp báng súng) |                                       | 7,62×51mm NATO | Hoa Kỳ               | 2002             |
| M21                                                      | Rock Island Arsenal Springfield Armory                                                                                       |                                       | 7.62×51mm NATO | Hoa Kỳ               | 1969             |
| M700                                                     | Remington Arms |                                       | 7.62×51mm NATO | Hoa Kỳ               | 1962             |
| M24                                                      | Remington Arms |                                       | 7.62×51mm NATO .300 Winchester Magnum .338 Lapua Magnum                                                                   | Hoa Kỳ               | 1988             |
| M25                                                      | Springfield Armory |                                       | 7.62×51mm NATO | Hoa Kỳ               | 1980             |
| M39                                                      | United States Marine Corps                                                                                                   |                                       | 7.62×51mm NATO | Hoa Kỳ               | 2008             |
| M40                                                      | United States Marine Corps Remington Arms U.S. Ordnance                                                                      |                                       | 7.62×51mm NATO | Hoa Kỳ               | 1966             |
| M89SR                                                    | Technical Equipment International                                                                                            |                                       | 7.62×51mm NATO | Israel               | Những năm 1980   |
| M110 SASS                                                | Knight's Armament Company |                                       | 7.62×51mm NATO | Hoa Kỳ               | 2007             |
| Mauser M59                                               | Kongsberg Gruppen |                                       | .30-06 Springfield 7.62×51mm NATO                                                                                         | Na Uy                | 1959             |
| Mauser M67                                               | Kongsberg Gruppen |                                       | 7.62×51mm NATO 6.5×55mm .22 Long Rifle                                                                                    | Na Uy                | 1967             |
| McMillan Tac-50                                          | McMillan Brothers Rifle Company                                                                                              |                                       | .50 BMG | Hoa Kỳ               | 1980             |
| MKEK JNG-90                                              | MKEK |                                       | 7.62×51mm NATO | Thổ Nhĩ Kỳ           | 2004             |
| Modular                                                  | Remington Arms |                                       | .338 Lapua Magnum .338 Norma Magnum 300 Winchester Magnum 308 Winchester 7.62×51mm NATO                                   | Hoa Kỳ               | 2009             |
| Mosin - Nagant                                           | Tula, Izhevsk, Sestroryetsk                                                                                                  |                                       | 7.62×54mmR | Liên Xô              | 1941-nay         |
| MSSR                                                     | Thủy quân lục chiến Philippines                                                                                              |                                       | 5.56×45mm NATO | Philippines          | 1996             |
| Mambi                                                    | |                                       | 14.5×114mm | Cuba                 |                  |
| OSV-96                                                   | KBP Instrument Design Bureau                                                                                                 |                                       | 12.7×108mm | Nga                  | Những năn 1990   |
| Otto Repa SOC                                            | |                                       | .308 Winchester .338 Lapua Magnum .50 BMG                                                                                 | Đức                  |                  |
| Parker Hale M82                                          | Parker Hale |                                       | 7.62×51mm NATO | Anh Quốc             | Những năm 1960   |
| Parker Hale M85                                          | Parker Hale |                                       | 7.62×51mm NATO | Anh Quốc             |                  |
| PDShP                                                    | STC DELTA |                                       | 12.7×108mm | Gruzia               | 2012             |
| Pindad SPR                                               | Pindad |                                       | 7.62×51mm NATO .50 BMG | Indonesia            |                  |
| Pindad SS2-V4                                            | Pindad |                                       | 5.56×45mm NATO | Indonesia            | 2005             |
| PGM 338                                                  | PGM Précision |                                       | .338 Lapua Magnum | Pháp                 |                  |
| PGM Hécate II                                            | PGM Précision |                                       | .50 BMG | Pháp                 | 1993             |
| PGM Ultima Ratio                                         | PGM Précision |                                       | 7.62×51mm NATO .300 Savage 7mm-08 Remington .260 Remington 6.5×47mm Lapua 6mm BR                                          | Pháp                 |                  |
| PSL                                                      | Fabrica de Arme Cugir SA |                                       | 7.62×54mmR 7.62×51mm NATO                                                                                                 | România              | 1974             |
| QBU-88                                                   | China North Industries Corporation                                                                                           |                                       | 5.8×42mm DBP87 5.56×45mm NATO                                                                                             | Trung Quốc           | 1990             |
| Remington Semi Automatic Sniper System                   | Remington Arms Company | Tập tin:RSASS Sideview.png            | 7.62×51mm NATO | Hoa Kỳ               |                  |
| Remington SR-8                                           | Remington Arms Company |                                       | .338 Lapua Magnum | Hoa Kỳ               |                  |
| Robar RC-50                                              | Robar Companies, Inc |                                       | .50 BMG | Hoa Kỳ               |                  |
| RT-20                                                    | |                                       | 20×110mm | Croatia              | 1994             |
| RAI M500                                                 | |                                       | .50 BMG | Hoa Kỳ               | 1982             |
| S&T Motiv K14                                            | S&T Motiv |                                       | 7.62×51mm NATO | Hàn Quốc             | 2011             |
| Sako TRG                                                 | SAKO |                                       | .260 Remington .308 Winchester .300 Winchester Magnum .338 Lapua Magnum                                                   | Phần Lan             | 1989             |
| Satevari MSWP                                            | STC DELTA |                                       | .300 Winchester Magnum .300 Norma Magnum .308 Winchester .338 Lapua Magnum .338 GBM .375 GBM .50 BMG                      | Gruzia               |                  |
| Savage 10FP                                              | Savage Arms Company |                                       | .223 Remington .300 Winchester Magnum .308 Winchester .338 Lapua Magnum                                                   | Hoa Kỳ               | 1956             |
| Savage 110 BA                                            | Savage Arms Company |                                       | .338 Lapua Magnum .300 Winchester Magnum                                                                                  | Hoa Kỳ               | 2009             |
| SC-76 Thunderbolt                                        | Steel Core Designs |                                       | 7.62 mm caliber | Anh Quốc             |                  |
| Shaher (súng bắn tỉa)                                    | Defense Industries Organization                                                                                              |                                       | 14.5×114mm | Iran                 | 2012             |
| SIG Sauer SSG 2000                                       | Schweizerische Industrie Gesellschaft                                                                                        |                                       | 7.62×51mm NATO .300 Winchester Magnum 7.5×55mm Swiss                                                                      | Đức · Thụy Sĩ        | 1989             |
| SIG-Sauer SSG 3000                                       | Schweizerische Industrie Gesellschaft                                                                                        |                                       | 7.62×51mm NATO | Đức · Thụy Sĩ        |                  |
| Súng bắn tỉa Siyavash                                    | |                                       | | Iran                 | 2013             |
| Sniper Support Rifle Mk 20 Mod 0                         | FNH USA |                                       | 7.62×51mm NATO | Bỉ                   | 2009             |
| Solothurn S-18/100                                       | Waffenfabrik Solothurn |                                       | 20×105mm B | Thụy Sĩ              |                  |
| SR-25                                                    | Knight's Armament Company |                                       | 7.62×51mm NATO | Hoa Kỳ               | 1990             |
| SSG08                                                    | Steyr Mannlicher |                                       | .243 Winchester Super Short Magnum 7.62×51mm NATO .300 Winchester Magnum .338 Lapua Magnum                                | Áo                   | 2008             |
| SSG 82                                                   | VEB Fahrzeug- und Jagdwaffenwerk "Ernst Thälmann" Suhl                                                                       |                                       | 5.45×39mm | Tây Đức              | 1982             |
| Steyr Scout                                              | Steyr Mannlicher |                                       | 5.56×45mm NATO .223 Remington .243 Winchester 7mm-08 Remington 7.62×51mm NATO .308 Winchester .376 Steyr                  | Áo                   | 1997             |
| Steyr HS.50                                              | Steyr Mannlicher |                                       | .50 BMG .460 Steyr | Áo                   | 2004             |
| Steyr SSG 69                                             | Steyr Mannlicher |                                       | 7.62×51mm NATO .243 Winchester .22-250 Remington                                                                          | Áo                   | 1969             |
| Steyr IWS 2000                                           | Steyr Mannlicher |                                       | 14.5mm 15.2×169mm | Áo                   | Những năm 1980   |
| SV-98                                                    | Izhmash |                                       | 7.62×54mmR and.338 7.62×51mm NATO                                                                                         | Nga                  | 1998             |
| SVDK                                                     | Izhmash |                                       | 9.3×64mm 7N33 | Nga                  | 2006             |
| Súng bắn tỉa hạng nặng 12,7 mm Việt Nam                  | Nhà máy Z111 |                                       | 12.7×108mm | Việt Nam             | 2010             |
| Szép                                                     | Bátori-Épszol Ltd. |                                       | 7.62×51mm NATO 7.62×54mmR                                                                                                 | Hungary              |                  |
| Súng bắn tỉa T-12                                        | MKEK |                                       | | Thổ Nhĩ Kỳ           |                  |
| T93                                                      | 205th Armory |                                       | 7.62×51mm NATO | Đài Loan             | 2003             |
| Súng bắn tỉa Tabuk                                       | Al-Qadissiya Establishments                                                                                                  |                                       | 7.62×39mm | Iraq                 | Những năm 1970   |
| Tango 51                                                 | Tactical Operations Incorporated                                                                                             |                                       | 7.62×51mm NATO .308 Winchester                                                                                            | Hoa Kỳ               |                  |
| TPG-1                                                    | Unique Alpine AG |                                       | .223 Remington 5.56×45mm NATO .338 Remington Ultra Magnum                                                                 | Đức                  | 2000             |
| United States Army Squad Designated Marksman Rifle       | |                                       | 5.56×45mm NATO | Hoa Kỳ               | 2004             |
| United States Navy Mark 12 Mod X Special Purpose Rifle   | |                                       | 5.56×45mm NATO | Hoa Kỳ               | 2002             |
| United States Marine Corps Designated Marksman Rifle     | |                                       | 7.62×51mm NATO | Hoa Kỳ               | 2001             |
| United States Marine Corps Squad Advanced Marksman Rifle | |                                       | 5.56×45mm NATO | Hoa Kỳ               | 2001             |
| Våpensmia NM149                                          | Våpensmia A/S |                                       | 7.62×51mm NATO | Na Uy                | 1985             |
| Vidhwansak                                               | Ordnance Factories Organisation                                                                                              |                                       | 12.7×108mm 14.5×114mm 20×82mm                                                                                             | Ấn Độ                | 2005             |
| VSK-94                                                   | KBP Instrument Design Bureau                                                                                                 |                                       | 9×39mm | Nga                  | 1994             |
| VSS Vintorez                                             | Tula Arms Plant |                                       | 9×39mm | Liên Xô              | 1980             |
| VSSK Vykhlop                                             | |                                       | 12.7×55mm | Nga                  | 2002             |
| Walther WA 2000                                          | Walther Arms |                                       | 7.62×51mm NATO .300 Winchester Magnum 7.5×55mm Swiss                                                                      | Đức                  | 1970             |
| WKW Wilk                                                 | Zakłady Mechaniczne „Tarnów"                                                                                                 |                                       | .50 BMG | Ba Lan               | 2000             |
| XM2010                                                   | Remington Arms |                                       | .300 Winchester Magnum | Hoa Kỳ               | 2010             |
| Súng bắn tỉa Yalguzag                                    | Azerbaijani Defense Industry                                                                                                 | Tập tin:Yalquzaq-azeri.jpg            | 7.62×51mm NATO | Azerbaijan           | 2011             |
| Zastava M07                                              | Zastava Arms |                                       | 7.62×51mmN | Serbia               | 2006             |
| Zastava M12 Black Spear                                  | Zastava Arms |                                       | 12.7×108mm .50 BMG | Serbia               | 2012             |
| Zastava M76                                              | Zastava Arms |                                       | 7.92×57mm Mauser | Nam Tư               | 1975             |
| Zastava M91                                              | Zastava Arms |                                       | 7.62×54mmR | Serbia và Montenegro | 1991             |
| Zastava M93                                              | Zastava Arms |                                       | 12.7×108mm .50 BMG | Serbia và Montenegro | 1993             |